# Jamie Nicolson
James Neil „Jamie” Nicolson (ur. 9 listopada 1971, zm. 28 lutego 1994 w Helensvale) – australijski bokser.
W latach 1989–1991 zostawał mistrzem kraju w wadze piórkowej. W 1989 zdobył brąz mistrzostw świata, a w 1990 został brązowym medalistą igrzysk Wspólnoty Narodów w wadze piórkowej. W 1992 wywalczył złoty medal mistrzostw Oceanii oraz wystąpił na igrzyskach olimpijskich, na których zajął 17. miejsce w wadze piórkowej. W pierwszej rundzie zmagań przegrał z Rumunem Danielem Dumitrescu. Po igrzyskach zyskał status profesjonalisty. Jako zawodowiec stoczył 8 walk, z których 7 wygrał. Zginął w wypadku samochodowym wraz ze swoim dziesięcioletnim bratem. W 2008 swoją karierę bokserską rozpoczęła urodzona w 1996 siostra Nicolsona, Skye.